# Super-Tourenwagen-Cup
Der Super-Tourenwagen-Cup, kurz auch STW, war eine Rennsportserie für Tourenwagen, die von 1994 bis 1999 ausgetragen wurde, ab 1998 als Deutsche Super-Tourenwagen-Meisterschaft.

## Rennserie
Nachdem 1992 sowohl Audi als auch BMW werksseitig aus der Deutschen Tourenwagen-Meisterschaft ausstiegen und die DTM für 1993 neue Regeln mit teuren Klasse-1-Rennwagen einführte, wurde eine deutsche Top-Rennserie für die bisherigen seriennahen Tourenwagen benötigt. 
Der Super-Tourenwagen-Cup bzw. die STW erfüllte diese Aufgabe bis 1999 für Fahrzeuge des Klasse-2-Reglements mit zwei Liter Hubraum. Die Markenvielfalt war groß, es traten unter anderem Alfa Romeo, Audi, BMW, Ford, Nissan, Honda, Peugeot und Opel an.
Allerdings erlaubten bzw. erforderten die Regeln auch aufwendige Umbauten, die zudem von außen nicht zu sehen waren. Da die Rennwagen so schmal wie Serienautos waren, musste der Platz für die großen Rennreifen durch aufwendiges Umschweißen der Innenkotflügel geschaffen werden. Die sorgte auch später noch bei der weiteren Verwendung ehemaliger STW-Rennwagen in der VLN für Konflikte.
Werkseitig wechselte Opel ab 2000 wieder in die neue DTM, die Deutsche Tourenwagen-Masters. National wurde die STW durch ihren Unterbau, die Deutsche Tourenwagen Challenge (DTC) bzw. die ADAC-Procar-Serie fortgesetzt. International gab es die vergleichbare Tourenwagen-Europameisterschaft und ab 2005 die Tourenwagen-Weltmeisterschaft.

## Fahrer
Es waren mit Emanuele Pirro, Dieter Quester, Thierry Boutsen, Ivan Capelli, Hans-Joachim Stuck, Johnny Cecotto, Joachim Winkelhock, Michael Bartels, Riccardo Patrese, David Brabham, Enrico Bertaggia, Karl Wendlinger, Christian Danner, Stefano Modena, Gabriele Tarquini und Nicola Larini auch einige ehemalige Formel-1-Fahrer in der STW am Start. Mit Yolanda Surer, Claudia Hürtgen und Tamara Vidali fuhren auch drei Damen in dieser Serie.

## Gesamtsieger
| Jahr | Fahrer             | Fahrzeug    |
| ---- | ------------------ | ----------- |
| 1994 | Johnny Cecotto     | BMW 318i    |
| 1995 | Joachim Winkelhock | BMW 318i    |
| 1996 | Emanuele Pirro     | Audi A4     |
| 1997 | Laurent Aïello     | Peugeot 406 |
| 1998 | Johnny Cecotto     | BMW 320i    |
| 1999 | Christian Abt      | Audi A4     |